# Gianrico Tondinelli
Gianrico Tondinelli (Roma, 12 gennaio 1950) è un attore e regista teatrale italiano.

## Biografia
Gianrico Tondinelli è un attore e regista teatrale italiano. Nato a Roma a Tiburtino III, inizia la sua carriera teatrale nel 1974 con la Compagnia di Romolo Valli dove reciterà Il malato Immaginario di Molière con il ruolo di Cleante e nel Tutto per Bene di Luigi Pirandello con il ruolo del marchese Flavio Gualdi.  
Nel 1978 recita con la Compagnia L.E.R.A. con Carlo Giuffrè, Giuseppe Pambieri, Lia Tanzi nella commedia Pluto di Aristofane, regia di Lino Procacci.
Nel cinema, ha partecipato a diversi film negli anni '70 e '80, tra cui Goodbye & Amen  (1977) con Claudia Cardinale, diretto da Damiano Damiani, Casotto  (1977) con Jodie Foster e Gigi Proietti, diretto da Sergio Citti e Il Vizietto II (1980) con Michel Serrault e Ugo Tognazzi. 
Negli ultimi anni, Tondinelli si è dedicato alla regia teatrale con la "Compagnia del Pane", dirigendo spettacoli come "Il malato immaginario" nel 2022 e "Mi chiamo Lidia Tommasini" nel 2023. Nel 2025, ha presentato "Nathan Il Saggio", una fiaba didascalica di Gotthold Ephraim Lessing. 

## Filmografia

### Cinema
- Il testimone deve tacere, regia di Giuseppe Rosati (1974)
- Prostituzione, regia di Rino Di Silvestro (1974)
- L'ossessa, regia di Mario Gariazzo (1974)
- Good Bye & Amen, regia di Damiano Damiani (1977)
- Casotto, regia di Sergio Citti (1977)
- Amore, piombo e furore, regia di Monte Hellman (1978)
- Switch, regia di Giuseppe Colizzi (1978)
- Mani di velluto, regia di Castellano e Pipolo (1979)
- C’est Dingue Mais On y Va, regia di Michel Gérard (1979)[6]
- Il vizietto II, regia di Édouard Molinaro (1980)
- La casa delle orchidee, regia di Derek Ford (1983)[7]

### Televisione
- Il commissario De Vincenzi, regia di Mario Ferrero[8] (1977)
- La gatta, regia di Leandro Castellani (1978)
- Il ritorno di Simon Templar, episodio Vicious Circle regia di Sam Wanamaker[9] (1979)
- Le rose di Danzica, regia di Alberto Bevilacqua (1979)
- I ragazzi di celluloide[10], regia di Sergio Sollima (1981)

### Cortometraggi
- Grand Hotel[11], regia di Alberto De Grandis (2023)

## Teatro

### Regia
- Il malato Immaginario[12], Compagnia del Pane[13], 2022

- Mi chiamo Lidia Tommasini[14], Compagnia del pane 2023
- Nathan Il Saggio , fiaba didascalica  di Gotthold Ephraim Lessing, Compagnia del pane 2025